# Historia del uniforme del Club Deportivo San Marcos de Arica
La Indumentaria de San Marcos es el utilizado por los jugadores del Club Deportivo San Marcos de Arica en competencias nacionales, desde el primer equipo hasta los juveniles.
Los colores de la camiseta del uniforme de San Marcos de Arica, celeste y azul, se han mantenido desde su existencia y solo han sufrido mínimos cambios en las tres divisiones en que ha jugado, cosa opuesta que ha ocurrido con el pantalón y las medias, ya que se han usado en ocasiones de color celeste y otras de color blanco. Desde 2011, el club incorporó la wiphala en la parte inferior de su camiseta, como símbolo representativo del pueblo aimara.

## Uniforme titular
| 1978 | 1979 | 1980 | 1981-1982 | 1983 | 2009-10 | 2011-12 | 2012 | 2013 |

| 2013 | 2013-14 | 2014 | 2014 | 2014-15 | 2016 | 2016 | 2017 | 2018 |

| 2019 | 2020-21 | 2021 | 2022 | 2023 |

## Uniforme alternativo
| 1978-1979 | 1980-1981 | 1982 | 1983 | 1984 | 2006 | 2009-11 | 2011-12 | 2012 |

| 2013 | 2013 | 2013-14 | 2014 | 2014-15 | 2016 | 2016-17 | 2018 | 2018 |

| 2019 | 2020-21 | 2021 | 2022 | 2023 |

## Tercer uniforme
El club, cuando era denominado Deportes Arica, utilizó en 1981 una tercera indumentaria caracterizada por el gran tamaño de su escudo institucional, situado en el centro de la camiseta. Con este uniforme, los ariqueños ganaron y dieron la vuelta olímpica con la Copa Polla Gol de la Segunda División de Chile.
El año 2019 el club estrenó en Copa Chile una tercera camiseta en honor al 7 de junio, día del asalto y toma del morro de Arica. Esta camiseta listada de blanco, rojo y azul, contiene además la wiphala, la fecha de la toma del morro, y una frase del himno de la ciudad.
El 7 de junio de 2023, el club estrena un tercer uniforme en honor al asalto y toma del morro de Arica, el cual consiste en una camiseta azul marino, pantalones y medias rojas.
| 1981 | 2017 | 2019 | 2023 |

## Indumentaria y patrocinadores
| Período   | Proveedor             |
| --------- | --------------------- |
| 1990      | Le Coq Sportif        |
| 1993-1994 | Adidas                |
| 1995-1996 | Lotto                 |
| 1996-1998 | JCQ                   |
| 1999      | Avia                  |
| 2000-2011 | Training Professional |
| 2012-2015 | Dalponte              |
| 2015-2017 | Walon                 |
| 2017      | KS7                   |
| 2018      | Wimaf                 |
| 2019-2022 | Siker                 |
| 2022      | Chavez                |
| 2023-2024 | Dittborn              |
| 2025-     | Siker                 |

| Período   | Patrocinador          |
| --------- | --------------------- |
| 1979-1980 | Cornavin              |
| 1981-1982 | Dayko                 |
| 1983-1984 | Pioneer               |
| 1985      | Casio                 |
| 1986      | La Sureña             |
| 1988-1989 | Colibrí               |
| 1989      | Septentrión           |
| 1991      | Scania                |
| 1992-2010 | Cristal               |
| 2010-2012 | Terminal Puerto Arica |
| 2013      | Lipigas               |
| 2013-     | Terminal Puerto Arica |